# Léo Ferré 1916-19...
Albums de Léo Ferré
Verlaine et Rimbaud
(1964) Cette chanson
(1967)
Léo Ferré 1916-19... est un album de Léo Ferré, paru en 1966.

## Titres
Textes et musiques : Léo Ferré. 
| 1. | La Poésie                | 5:17 |
| 2. | Le Palladium             | 1:56 |
| 3. | La Faim                  | 2:16 |
| 4. | La Complainte de la télé | 4:23 |
| 5. | La Mort                  | 4:48 |
| 6. | Beau saxo                | 2:53 |

| 7.  | On s'aimera     | 4:06 |
| 8.  | Les Romantiques | 3:12 |
| 9.  | C'est la vie    | 4:05 |
| 10. | La Grève        | 3:48 |
| 11. | Paris-Spleen    | 2:55 |
| 12. | L'Âge d'or      | 3:02 |

## Production
- Arrangements et direction musicale : Jean-Michel Defaye
- Prise de son : Gerhard Lehner
- Supervision : Jean Fernandez
- Crédits visuels : Hubert Grooteclaes

## Historique des éditions
Cet album n'a pas connu d'éditions différentes au fil du temps, hormis dans les différents coffrets parus avec des habillages spécifiques (voir Discographie de Léo Ferré).
L'édition CD de 2003 propose un titre supplémentaire, Les Temps difficiles (3e version), capté sur scène, au Casino de Trouville-sur-Mer et sans rapport avec le contenu de l'album mais extrait d'un super 45 tours publié la même année. Les rééditions CD ultérieures ne reprennent pas ce titre.